# Let the music play (Fernsehsendung)
Let the music play – Das Hit Quiz (kurz LTMP) ist eine von Sat.1 ausgestrahlte und von Banijay Productions Germany produzierte Musikratesendung, die von Amiaz Habtu moderiert wird. Es handelt sich um eine Neuauflage von Hast du Töne?.

## Konzept
Drei Kandidaten treten am Anfang gegeneinander an. Sie müssen dabei auf verschiedene Weise bekannte Songs oder Interpreten verschiedenster Genres erraten oder Fragen in Zusammenhang mit Musikstücken oder Bands beantworten, um Punkte zu erspielen. Der Songtitel bzw. der Interpret muss dabei immer exakt genannt werden. Eine Sendung besteht aus fünf Runden sowie dem Finale, in dem der Finalist bis zu 10.000 € erspielen kann. Die Songs als auch die Jingles spielt die Band Wolf & The Gang live im Studio. Die Band besteht aus Wolfgang Dalheimer (Keyboard), Claus Fischer (Bass), Julius Imhäuser (Gitarre), Moritz Müller (Schlagzeug), Lorenzo Ludemann (Trompete), Thorsten Skringer (Saxophon) sowie Deborah Lee und Markus Zimmermann (Gesang).
Um zu antworten, müssen die Kandidaten einen Buzzer betätigen. Ist die Antwort korrekt, erhält der Kandidat Punkte; ist sie falsch, sind die Buzzer der anderen wieder freigegeben und die Person ist für diesen Song gesperrt. Errät niemand den Titel, weil die Antwort falsch war oder das Zeitlimit abgelaufen ist, gibt es keine Punkte.

## Spielrunden

### Normale Runden (Staffel 1)
| Runde | Punkte pro Song                                                             | Anzahl Songs | Spiele (in Runde 2, 3 und 4 pro Sendung neu gewählt) |
| ----- | --------------------------------------------------------------------------- | ------------ | --- |
| 1     | 100                                                                         | 5            | Song Buzzer: Die Band spielt einen Song, zunächst ohne Gesang. Der Buzzer ist jederzeit frei. |
| 2     | 200                                                                         | 5            | Hit Tipp: Vom Moderator werden fünf Umschreibungen (Genre, Interpret, Inhalt oder ähnliches) genannt, die Person mit den meisten Punkten darf damit beginnen, eine beliebige zu wählen. Die Band stimmt den zugehörigen Song an. Der Buzzer ist ab diesem Zeitpunkt für alle frei. Der Buzzer ist jederzeit frei. Mixtape: Ist wie Hit Tipp, nur dass hier Genres genannt werden. Der Buzzer ist jederzeit frei. Hit Quiz: Es werden vier Antwortmöglichkeiten gegeben, danach wird die Frage verlesen. Der Buzzer ist nach Vorlesen der Frage frei. Nach Auflösung (durch richtige Antwort oder den Moderator) stimmt die Band den Song an. Let’s get Loud: Die Band stimmt einen Song an, der zunächst nur mit einem Instrument beginnt. Nach und nach kommen weitere Instrumente dazu. Der Buzzer ist jederzeit frei. Song Puzzle: Es werden drei Bilder gezeigt, welche zusammen einen Songtitel ergeben. Der Buzzer ist jederzeit frei. Remix: Die Band spielt einen in ein anderes Genre umgeschriebenen Song. Der Buzzer ist jederzeit frei. |
| 3     | 500                                                                         | 5            | Hit Tipp: Vom Moderator werden fünf Umschreibungen (Genre, Interpret, Inhalt oder ähnliches) genannt, die Person mit den meisten Punkten darf damit beginnen, eine beliebige zu wählen. Die Band stimmt den zugehörigen Song an. Der Buzzer ist ab diesem Zeitpunkt für alle frei. Der Buzzer ist jederzeit frei. Mixtape: Ist wie Hit Tipp, nur dass hier Genres genannt werden. Der Buzzer ist jederzeit frei. Hit Quiz: Es werden vier Antwortmöglichkeiten gegeben, danach wird die Frage verlesen. Der Buzzer ist nach Vorlesen der Frage frei. Nach Auflösung (durch richtige Antwort oder den Moderator) stimmt die Band den Song an. Let’s get Loud: Die Band stimmt einen Song an, der zunächst nur mit einem Instrument beginnt. Nach und nach kommen weitere Instrumente dazu. Der Buzzer ist jederzeit frei. Song Puzzle: Es werden drei Bilder gezeigt, welche zusammen einen Songtitel ergeben. Der Buzzer ist jederzeit frei. Remix: Die Band spielt einen in ein anderes Genre umgeschriebenen Song. Der Buzzer ist jederzeit frei. |
| 4     | 1.000                                                                       | 5            | Hit Tipp: Vom Moderator werden fünf Umschreibungen (Genre, Interpret, Inhalt oder ähnliches) genannt, die Person mit den meisten Punkten darf damit beginnen, eine beliebige zu wählen. Die Band stimmt den zugehörigen Song an. Der Buzzer ist ab diesem Zeitpunkt für alle frei. Der Buzzer ist jederzeit frei. Mixtape: Ist wie Hit Tipp, nur dass hier Genres genannt werden. Der Buzzer ist jederzeit frei. Hit Quiz: Es werden vier Antwortmöglichkeiten gegeben, danach wird die Frage verlesen. Der Buzzer ist nach Vorlesen der Frage frei. Nach Auflösung (durch richtige Antwort oder den Moderator) stimmt die Band den Song an. Let’s get Loud: Die Band stimmt einen Song an, der zunächst nur mit einem Instrument beginnt. Nach und nach kommen weitere Instrumente dazu. Der Buzzer ist jederzeit frei. Song Puzzle: Es werden drei Bilder gezeigt, welche zusammen einen Songtitel ergeben. Der Buzzer ist jederzeit frei. Remix: Die Band spielt einen in ein anderes Genre umgeschriebenen Song. Der Buzzer ist jederzeit frei. |
| 5     | 2.000 (Song 1) 4.000 (Song 2) 6.000 (Song 3) 8.000 (Song 4) 10.000 (Song 5) | 5            | Song Poker: Die beiden letzten Kandidaten spielen um den Einzug ins Finale. Hierzu wird vom Moderator ein Tipp für den Song gegeben, welcher Genre, Interpret, Inhalt oder ähnliches umschreiben kann. Es wird nun „gepokert“, anhand wie vieler Töne man den Song erraten kann, beginnend bei neun Tönen. Wer das niedrigste Gebot abgibt, erhält den Zuschlag und der Pianist stimmt die Töne an. Sollte die Antwort falsch sein oder ausbleiben erhält die andere Person alle neun Töne vorgespielt. |

### Normale Runden (Staffel 2)
| Runde | Punkte pro Song                                                            | Anzahl Songs | Spiele (in Runde 2 und 3 pro Sendung neu gewählt) |
| ----- | -------------------------------------------------------------------------- | ------------ | --- |
| 1     | 100                                                                        | 5            | Song Buzzer: Die Band spielt einen Song, zunächst ohne Gesang. Der Buzzer ist jederzeit frei. |
| 2     | 200                                                                        | 5            | Hit Tipp: Vom Moderator werden fünf Umschreibungen (Genre, Interpret, Inhalt oder ähnliches) genannt, die Person mit den meisten Punkten darf damit beginnen, eine beliebige zu wählen. Die Band stimmt den zugehörigen Song an. Der Buzzer ist ab diesem Zeitpunkt für alle frei. Der Buzzer ist jederzeit frei. Mixtape: Ist wie Hit Tipp, nur dass hier Genres genannt werden. Der Buzzer ist jederzeit frei. Hit Quiz: Es werden vier Antwortmöglichkeiten gegeben, danach wird die Frage verlesen. Der Buzzer ist nach Vorlesen der Frage frei. Nach Auflösung (durch richtige Antwort oder den Moderator) stimmt die Band den Song an. Let’s get Loud: Die Band stimmt einen Song an, der zunächst nur mit einem Instrument beginnt. Nach und nach kommen weitere Instrumente dazu. Der Buzzer ist jederzeit frei. Song Puzzle: Es werden drei Bilder gezeigt, welche zusammen einen Songtitel ergeben. Der Buzzer ist jederzeit frei. Remix: Die Band spielt einen in ein anderes Genre umgeschriebenen Song. Der Buzzer ist jederzeit frei. Seit Staffel 2 gibt es zusätzlich folgende Spiele: Video killed the Radio Star: Die Band stimmt einen Song an zu welchem ein Musikvideo läuft. Das Video passt allerdings nicht zum Song. Erraten werden muss der Song zum Video. Der Buzzer ist jederzeit frei. Gemischte Hits: Die Band stimmt einen Song an, die Sänger singen andere Melodie und Text, aber passend zum Song der Instrumente. Die Kandidaten müssen beide Songs auf ein Tablet schreiben, pro richtigen Song gibt es Punkte. Wer gehört zu mir?: Es werden nach und nach Bilder von sechs Gegenständen gezeigt, der Musiker hierzu muss erraten werden. Der Buzzer ist jederzeit frei. Scharfe Platten: Bilder von Plattencovern werden zunächst unscharf und dann immer schärfer gezeigt, erraten werden muss der Interpret. Der Buzzer ist jederzeit frei. Tempo, Tempo: Der gesuchte Song wird sehr langsam angespielt und nach und nach immer schneller. Der Buzzer ist jederzeit frei. |
| 3     | 500                                                                        | 5            | Hit Tipp: Vom Moderator werden fünf Umschreibungen (Genre, Interpret, Inhalt oder ähnliches) genannt, die Person mit den meisten Punkten darf damit beginnen, eine beliebige zu wählen. Die Band stimmt den zugehörigen Song an. Der Buzzer ist ab diesem Zeitpunkt für alle frei. Der Buzzer ist jederzeit frei. Mixtape: Ist wie Hit Tipp, nur dass hier Genres genannt werden. Der Buzzer ist jederzeit frei. Hit Quiz: Es werden vier Antwortmöglichkeiten gegeben, danach wird die Frage verlesen. Der Buzzer ist nach Vorlesen der Frage frei. Nach Auflösung (durch richtige Antwort oder den Moderator) stimmt die Band den Song an. Let’s get Loud: Die Band stimmt einen Song an, der zunächst nur mit einem Instrument beginnt. Nach und nach kommen weitere Instrumente dazu. Der Buzzer ist jederzeit frei. Song Puzzle: Es werden drei Bilder gezeigt, welche zusammen einen Songtitel ergeben. Der Buzzer ist jederzeit frei. Remix: Die Band spielt einen in ein anderes Genre umgeschriebenen Song. Der Buzzer ist jederzeit frei. Seit Staffel 2 gibt es zusätzlich folgende Spiele: Video killed the Radio Star: Die Band stimmt einen Song an zu welchem ein Musikvideo läuft. Das Video passt allerdings nicht zum Song. Erraten werden muss der Song zum Video. Der Buzzer ist jederzeit frei. Gemischte Hits: Die Band stimmt einen Song an, die Sänger singen andere Melodie und Text, aber passend zum Song der Instrumente. Die Kandidaten müssen beide Songs auf ein Tablet schreiben, pro richtigen Song gibt es Punkte. Wer gehört zu mir?: Es werden nach und nach Bilder von sechs Gegenständen gezeigt, der Musiker hierzu muss erraten werden. Der Buzzer ist jederzeit frei. Scharfe Platten: Bilder von Plattencovern werden zunächst unscharf und dann immer schärfer gezeigt, erraten werden muss der Interpret. Der Buzzer ist jederzeit frei. Tempo, Tempo: Der gesuchte Song wird sehr langsam angespielt und nach und nach immer schneller. Der Buzzer ist jederzeit frei. |
| 4     | 1.000 (Song 1) 2.000 (Song 2) 3.000 (Song 3) 4.000 (Song 4) 5.000 (Song 5) | 5            | Song Poker: Die beiden letzten Kandidaten spielen um den Einzug ins Finale. Hierzu wird vom Moderator ein Tipp für den Song gegeben, welcher Genre, Interpret, Inhalt oder ähnliches umschreiben kann. Es wird nun „gepokert“, anhand wie vieler Töne man den Song erraten kann, beginnend bei zwölf Tönen. Wer das niedrigste Gebot abgibt, erhält den Zuschlag und der Pianist stimmt die Töne an. Sollte die Antwort falsch sein oder ausbleiben, erhält die andere Person alle zwölf Töne vorgespielt. |

Nach Runde 3 scheidet (in jeder Staffel) die Person mit dem geringsten Punktestand aus. Seit Staffel 2 bekommt nach dieser Runde die Person mit dem höchsten Punktestand die „goldene Schallplatte“ (siehe Finale) verliehen.

### Finale
Wer nach Runde 5 die meisten Punkte auf dem Konto hat, zieht ins Finale ein. Die Band stimmt hier maximal sieben Stücke an, deren Titel der Finalist erraten muss. Sobald gebuzzert wird, stoppt der Timer sowie die Band, es besteht dann die Möglichkeit, die korrekte Antwort zu sagen oder den Song zu „schieben“ (er wird dann am Ende nochmal angespielt, sofern Zeit übrig ist). Für jeden erratenen Song gibt es 1.000 €, nur bei sieben richtigen gibt es 10.000 €. Hierfür stehen 30 Sekunden Zeit zur Verfügung (seit Staffel 2 bei Besitz der „goldenen Schallplatte“ 35 Sekunden).

### Prominentenspecial
In unregelmäßigem Rhythmus werden Prominentenspecials ausgestrahlt, in welchem vier Promi-Teams gegeneinander antreten. Folgende Änderungen gab es hierdurch am Ablauf:
- Rundenzahl: es gab insgesamt acht Runden. Nach Runde vier, sechs und acht schied jeweils das Team mit der geringsten Punktezahl aus.
- Gewinn: Im Finale gibt es die Chance auf 50.000 € für einen guten Zweck. Pro Song konnten hier 5.000 € erspielt werden.
- Goldene Schallplatten wurden mehrfach an das Team mit dem jeweiligen Höchstpunktestand vergeben: einmal nach Runde sechs und einmal nach Runde acht an das Finalisten-Team.
- Punkte: je Song gab es in den Runden eins bis vier 100 Punkte, in den Runden fünf und sechs 200 Punkte, in Runde sieben 500 Punkte und in Runde acht 1.000 bis 5.000 Punkte.
- Spiele: folgende Spiele wurden abgewandelt oder neu entworfen:
  - Rückwärts singen: ein Ausschnitt aus einem Song wurde zweimal rückwärts abgespielt (zum Anhören). Je eine Person pro Team musste diesen Ausschnitt nachsingen. Im Anschluss wurde der gesungene Ausschnitt rückwärts abgespielt, so dass im besten Fall das vorwärts gesungene Lied herauskommt. Es konnten alle Teams buzzern.
  - Wem gehört der Koffer: Abwandlung von „Wer gehört zu mir“: Hier wurden statt Bildern echte Gegenstände gezeigt.
  - Falsche Verse: Abwandlung von „gemischte Hits“: Die gesungene Melodie stimmte hier auch zum Lied, lediglich der Text war von einem anderen Lied. Beide Songs mussten verbal erraten werden und im Gegensatz zu „gemischte Hits“ gibt es nur Punkte, wenn beide Songs richtig erraten wurden.
  - Das große Plattenrennen: Abwandlung von „Tempo, Tempo“: eine Person pro Team läuft auf einer übergroßen Schallplatte und steuert damit die Abspielgeschwindigkeit eines Songs. Da zu diesem Zeitpunkt bereits zwei Teams ausgeschieden waren, wurden aus Fairness nur vier Songs gespielt. Es konnten alle Teams buzzern.